# Умбриел (спътник)
Вижте пояснителната страница за други значения на Умбриел.
Умбриел е естествен спътник на Уран. Открит от английския астроном Уилям Ласел на 24 октомври 1851 г. едновременно със спътника Ариел.

## Наименование
Името Умбриел както и имената на четири други естествени спътника на Уран са предложени от сина на Уилям Хершел – Джон Хершел, през 1852 г. по молба на Уилям Ласел, който през 1851 г. открива Ариел и Умбриел. Понякога Умрбиел бива наричана Уран 2.

## Физически характеристики
Единствения апарат, изследвал Умбриел, е Вояджър 2 по време на прехода си през урановата система през януари 1986 г. Изследвано е само осветеното от Слънцето южно полукълбо.
Поради грешка в измерванията все още не се знае със сигурност дали Ариел е по-масивен спътник от Умбриел.
Повърхността на спътника е най-тъмната от всички спътници на Уран и най-малко геологически активна. Спътникът е съставен предимно от лед, силикатни скали и замръзнал метан. По-голямата част от метана е налична на повърхността. По съвпадение, името Умбриел подходящо описва тъмната повърхност на спътника – „Умбриел“ е „тъмен зъл дух“ в произведението на Александър Поуп „Влизане с взлом“. Името е производно на латинската дума umbra, значеща „сянка“.
Най-голямата забележителност на Умрбиел е кратерът Унда, по периметъра на който се съдържа светъл материал.